# Cynanchum ligulatum
Cynanchum ligulatum är en oleanderväxtart som först beskrevs av George Bentham, och fick sitt nu gällande namn av R. E. Woodson. Cynanchum ligulatum ingår i släktet Cynanchum och familjen oleanderväxter. Inga underarter finns listade i Catalogue of Life.